# Список населённых пунктов воинской доблести Воронежской области
В целях увековечения памяти российских воинов, отличившихся в сражениях, сыгравших значительную роль в истории Отечества, с 2014 года населённым пунктам Воронежской области присваивается почётное звание «Населённый пункт воинской доблести». Оно является высшей степенью признательности жителей Воронежской области и может быть присвоено городу (за исключением городов, имеющих звание «Город воинской славы»), посёлку городского типа (рабочему посёлку), селу, деревне, посёлку, слободе, хутору и иному сельскому населённому пункту, на территории которых или в непосредственной близости от которых проходили ожесточённые сражения, в ходе которых защитники Отечества проявили мужество, стойкость и массовый героизм. В удостоенных почётного звания населённых пунктах устанавливается стела с изображением герба населённого пункта (при наличии) и текстом указа губернатора Воронежской области о присвоении почетного звания этому населённому пункту. Их названия заносятся в почётную книгу «Воинская доблесть Воронежской области». В данном списке они представлены в порядке получения почётного звания. Городские населённые пункты выделены цветом.
| №  | Населённый пункт    | Муниципальный район   | Дата присвоения | Документ                                                   |
| -- | ------------------- | --------------------- | --------------- | ---------------------------------------------------------- |
| 1  | город Россошь       | Россошанский район    | 05.09.2014      | Указ губернатора Воронежской области от 05.09.2014 № 306-у |
| 2  | город Острогожск    | Острогожский район    | 05.09.2014      | Указ губернатора Воронежской области от 05.09.2014 № 307-у |
| 3  | село Коротояк       | Острогожский район    | 05.09.2014      | Указ губернатора Воронежской области от 05.09.2014 № 308-у |
| 4  | село Верхний Мамон  | Верхнемамонский район | 05.09.2014      | Указ губернатора Воронежской области от 05.09.2014 № 309-у |
| 5  | пгт Кантемировка    | Кантемировский район  | 05.09.2014      | Указ губернатора Воронежской области от 05.09.2014 № 310-у |
| 6  | город Лиски         | Лискинский район      | 30.03.2015      | Указ губернатора Воронежской области от 30.03.2015 № 121-у |
| 7  | село Гремячье       | Хохольский район      | 30.03.2015      | Указ губернатора Воронежской области от 30.03.2015 № 122-у |
| 8  | село Новая Калитва  | Россошанский район    | 05.12.2022      | Указ губернатора Воронежской области от 05.12.2022 № 201-у |
| 9  | село Сторожевое 1-е | Острогожский район    | 05.12.2022      | Указ губернатора Воронежской области от 05.12.2022 № 202-у |
| 10 | село Щучье          | Лискинский район      | 05.12.2022      | Указ губернатора Воронежской области от 05.12.2022 № 203-у |
| 11 | село Урыв-Покровка  | Острогожский район    | 05.12.2022      | Указ губернатора Воронежской области от 05.12.2022 № 204-у |
| 12 | город Богучар       | Богучарский район     | 05.12.2022      | Указ губернатора Воронежской области от 05.12.2022 № 205-у |